# Joseph Freundorfer
Joseph Freundorfer (* 31. August 1894 in Bischofsmais; † 11. April 1963 in Augsburg; auch: Josef Freundorfer) war Neutestamentler und von 1949 bis 1963 Bischof von Augsburg.

## Leben

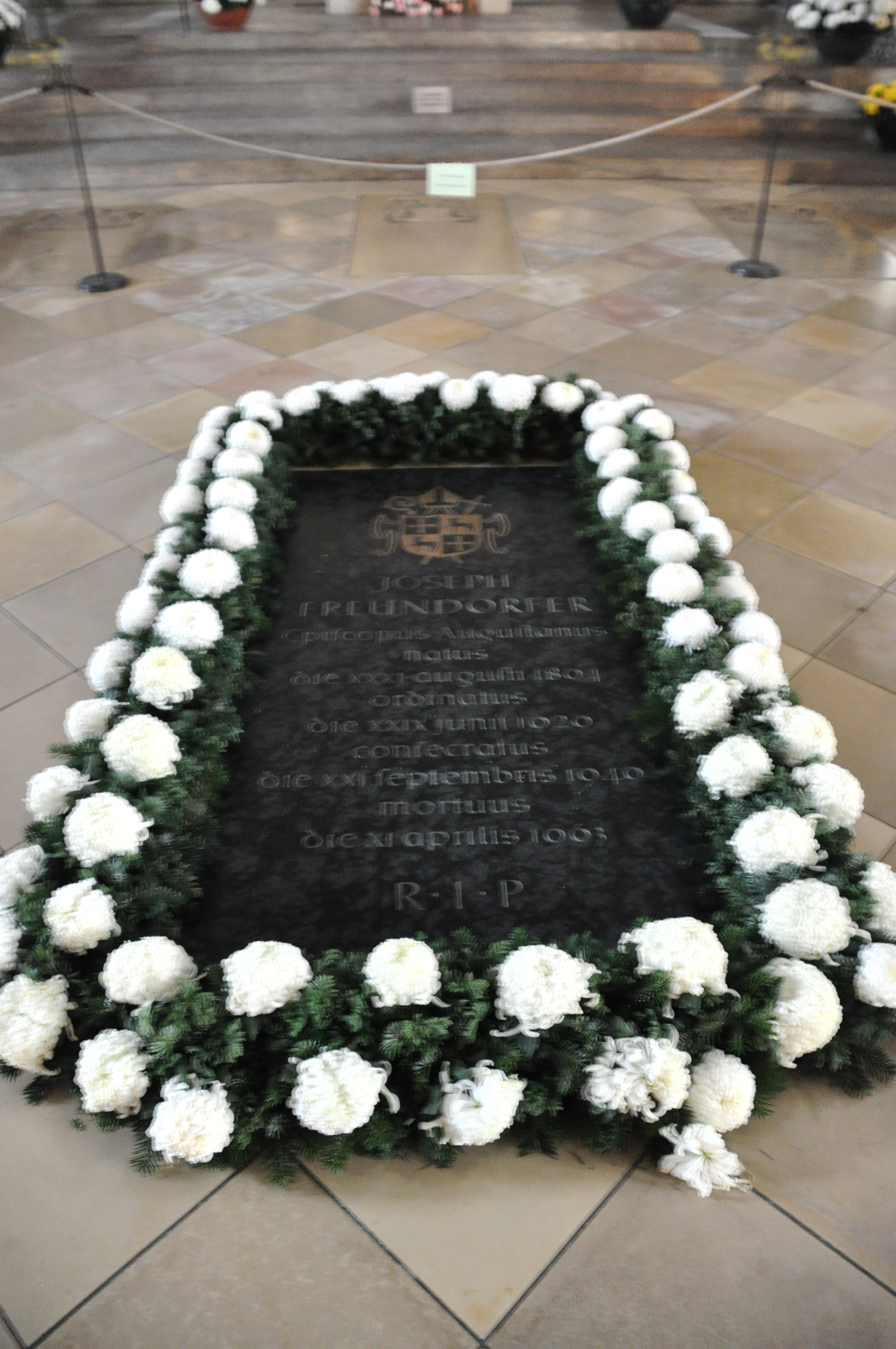
Grab im Augsburger Dom

Joseph Freundorfer studierte Philosophie und Theologie in Passau und empfing am 29. Juni 1920 die Priesterweihe im Dom St. Stephan zu Passau. Er war Kooperaturverweser in Griesbach im Rottal und Seminarpräfekt am Bischöflichen Passauer Seminar St. Valentin. 1922 begann er ein Doktoratsstudium in neutestamentlichen Exegese und wurde 1926 mit einer Arbeit über Erbsünde und Erbtod beim Apostel Paulus in München promoviert. Mit der Schrift Die Apokalypse des hl. Johannes und die hellenistische Kosmologie und Astrologie habilitierte er sich 1928 ebenda und erhielt die Venia legendi für das Fach Neues Testament. Anschließend war er in Rom am Päpstlichen Bibelinstitut und an der Vatikanischen Bibliothek tätig sowie Konviktor der Deutschen Nationalstiftung Collegio Teutonico di Santa Maria dell’Anima. Zudem war er Privatdozent für neutestamentliche Exegese in München, dann Lehrstuhlvertreter an der Philosophisch-Theologischen Hochschule Dillingen.
Im Herbst 1930 wurde er außerordentlicher Professor an der Philosophisch-Theologischen Hochschule in Passau. 1933 unterzeichnete er das Bekenntnis der Professoren an den deutschen Universitäten und Hochschulen zu Adolf Hitler. Von 1930 bis 1939 war er Hauptherausgeber für die „Biblische Zeitschrift“. 1940 wurde er in die Päpstliche Bibelkommission berufen. Nach Kriegsende wurde er im Herbst 1945 als Ordinarius an die Philosophisch-Theologische Hochschule nach Passau berufen; 1947 wurde er deren Rektor.
1949 wurde er von Papst Pius XII. zum Bischof von Augsburg ernannt. Die Bischofsweihe am 21. September 1949 spendete ihm Michael Kardinal von Faulhaber; Mitkonsekratoren waren Simon Konrad Landersdorfer OSB, Bischof von Passau, und Franz Xaver Eberle, Weihbischof in Augsburg. Sein bischöflicher Wahlspruch lautete Cupidus evangelizare divitias Christi.
Als Bischof bemühte er sich vor allem um die Intensivierung der Katholischen Aktion und gab durch regionale Katholikentage dem religiösen Leben in seinem Bistum neue Impulse. Sein Augenmerk galt besonders dem sozialen Wohnungsbau, der Tätigkeit des Familienbundes der deutschen Katholiken und der Stärkung der katholischen Presse. Joseph Freundorfer war 1962 Konzilsvater der ersten Sitzungsperiode des Zweiten Vatikanischen Konzils.
Freundorfer war seit seiner Studienzeit Mitglied der Katholischen Studentenverbindung Südmark (Akademischer Görresverein) in München im KV.  Zudem war er Ehrenmitglied der KBStV Rhaetia München.
Vom damaligen Bayerischen Ministerpräsidenten Hanns Seidel wurde er am 15. Dezember 1959 mit dem Bayerischen Verdienstorden ausgezeichnet. Am 9. Mai 1960 wurde er mit dem Großen Verdienstkreuz mit Stern des Verdienstordens der Bundesrepublik Deutschland geehrt.
1961 wurde er von Kardinal-Großmeister Eugène Tisserant zum Ritter des Ritterordens vom Heiligen Grab zu Jerusalem ernannt und am 29. April 1961 durch Erzbischof Lorenz Jaeger, Großprior des Ordens, investiert.

## Schriften

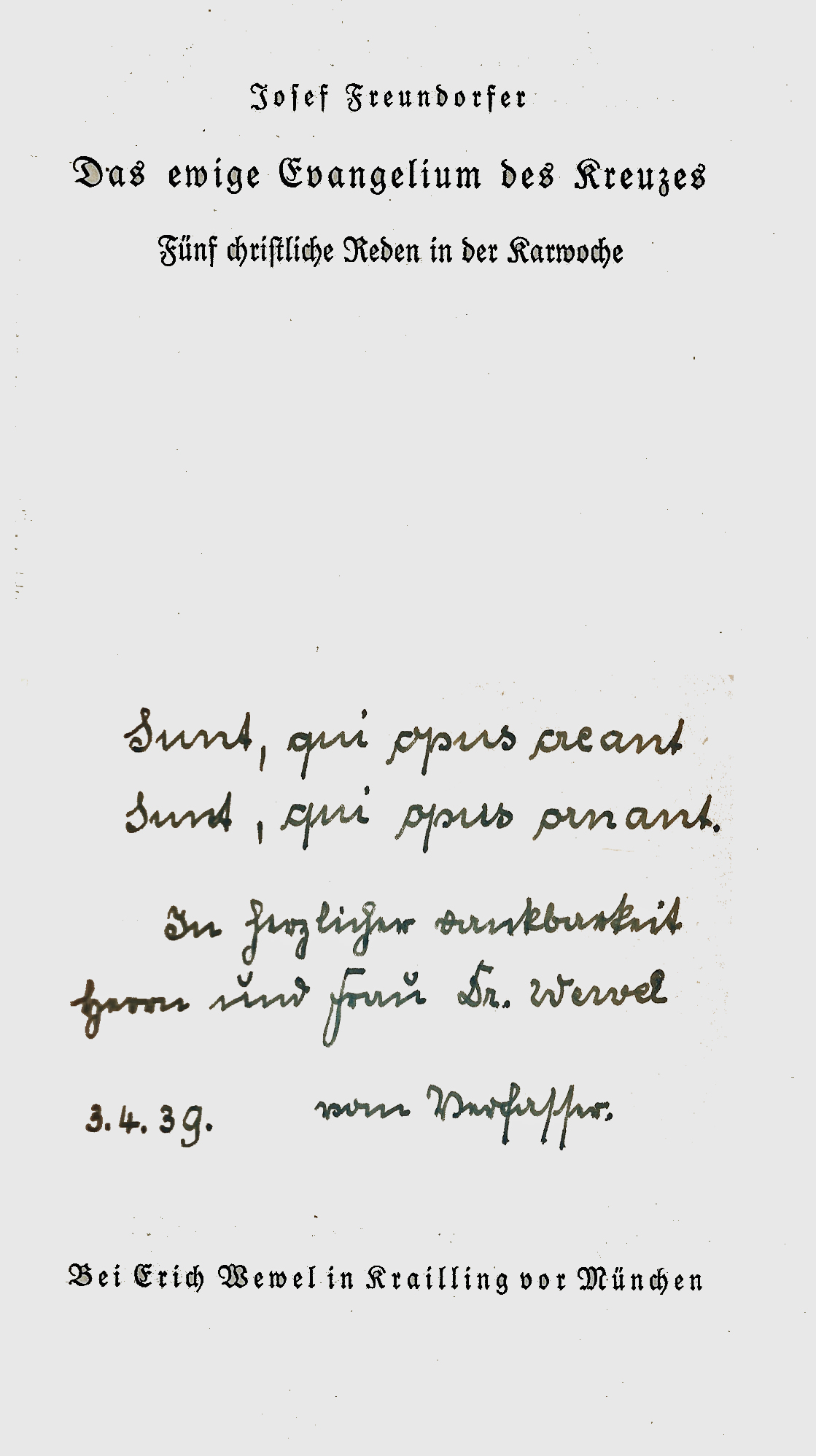
Das ewige Evangelium des Kreuzes (1939, mit Widmung)

- Erbsünde und Erbtod beim Apostel Paulus. Eine religionsgeschichtliche und exegetische Untersuchung über Römerbrief 5,12–21. Aschendorff, Münster 1927.
- Die Apokalypse des Apostels Johannes und die hellenistische Kosmologie und Astrologie. Eine Auseinandersetzung mit den Hauptergebnissen der Untersuchung Franz Bolls: „Aus der Offenbarung Johannis“. Herder, Freiburg im Breisgau 1929.
- Das ewige Evangelium des Kreuzes. Fünf christliche Reden in der Karwoche. Erich Wewel Verlag, Krailling vor München 1939
- Lebenswerte aus dem Neuen Testament. Vorträge. Echter, Würzburg 1940 (21948).
- Vorsehung, Leid und Krieg. Biblische Gedanken. Echter, Würzburg 1940 (2. stark erweiterte und überarbeitete Auflage unter dem Titel Licht im Leid. Echter, Würzburg 1949).
- zusammen mit Karl Staab: Die Thessalonicherbriefe, die Gefangenschaftsbriefe und die Pastoralbriefe (Regensburger Neues Testament, Bd. 7). Pustet, Regensburg 1950; 3. umgearbeitete Auflage 1959.